# Brooklyn Aviators
I Brooklyn Aviators sono stati una squadra di hockey su ghiaccio con sede nel borough newyorkese di Brooklyn. Hanno militato nella NEPHL (2009-2010) e nella Federal Hockey League (2010-2012).

## Storia
La squadra fu fondata nel 2009 come New York Aviators, e nel 2009-2010 partecipò all'unica stagione disputata della North East Professional Hockey League, che la squadra si aggiudicò.
Scomparsa la NEPHL, la squadra si iscrisse alla Federal Hockey League.
Nella prima stagione 2010-2011, gli Aviators vinsero la stagione regolare, perdendo però il titolo ai play-off contro gli Akwesasne Warriors.
Nella stagione successiva la squadra cambiò nome, assumendo l'attuale. La squadra fu sciolta al termine della stagione.

## Palmarès
- North East Professional Hockey League: 1

2009-2010